# Ijo Nada

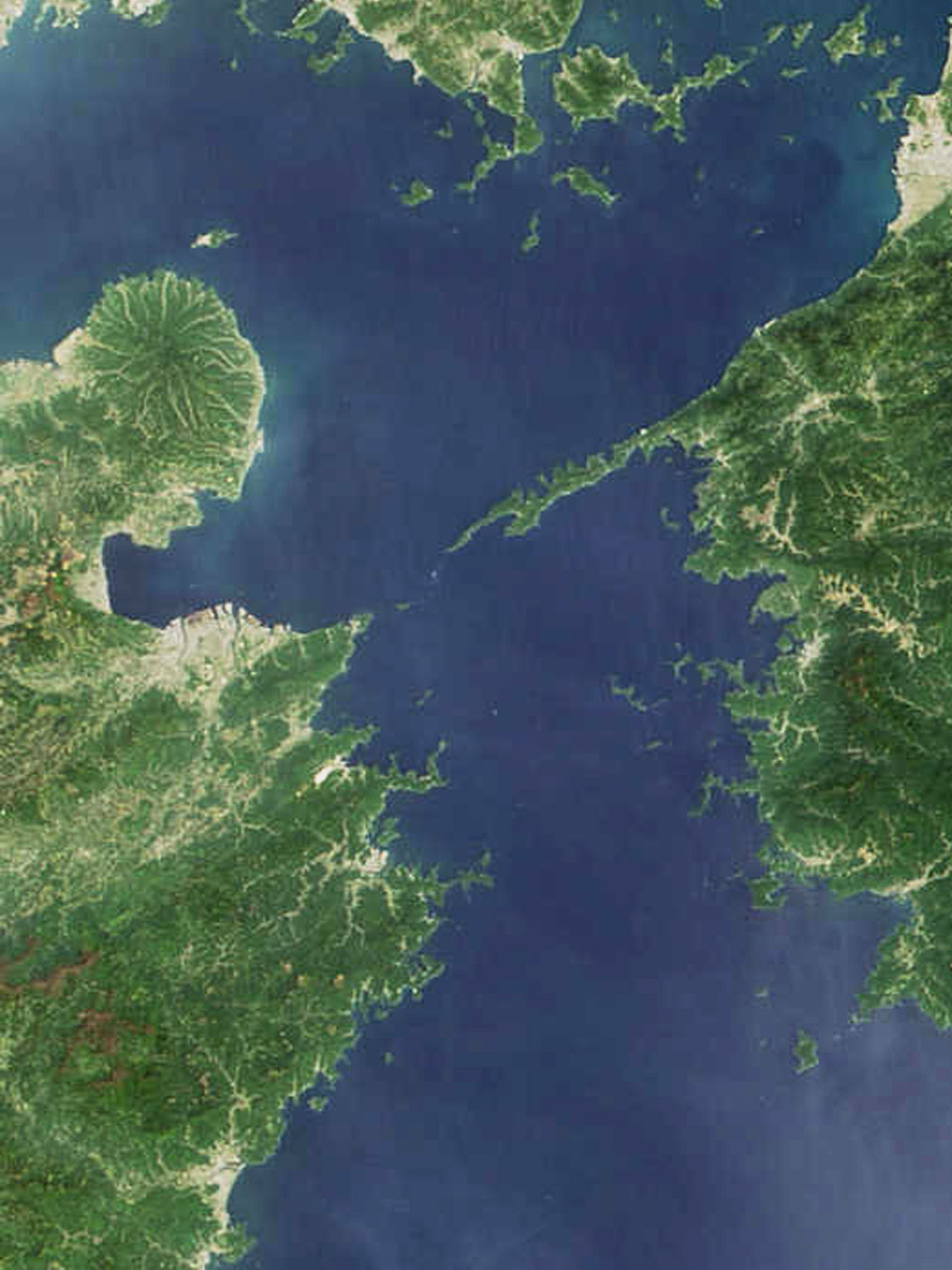
Ijo Nada (v horní polovině) na satelitním snímku

Ijo Nada (japonsky 伊予灘) je označení pro západní část Vnitřního moře. Rozkládá se mezi městem Macujama v prefektuře Ehime na východě, ostrovem Jaširo v prefektuře Jamaguči na severu a poloostrovem Kunisaki v prefektuře Óita na západě. Na severozápadě hraničí se Suo Nada a na jihu ji průliv Hójo odděluje od Bungo Suidó a Tichého oceánu. Má rozlohu 4009 km2 a průměrnou hloubku 55,7 m.
V oblasti se nachází několik zlomů, neboť v jižní části Ijo Nada probíhá mediální tektonická linie (MTL, též 中央構造線 Čúó kózó sen).